# Tuchfabrik Pastor/Neuwerk

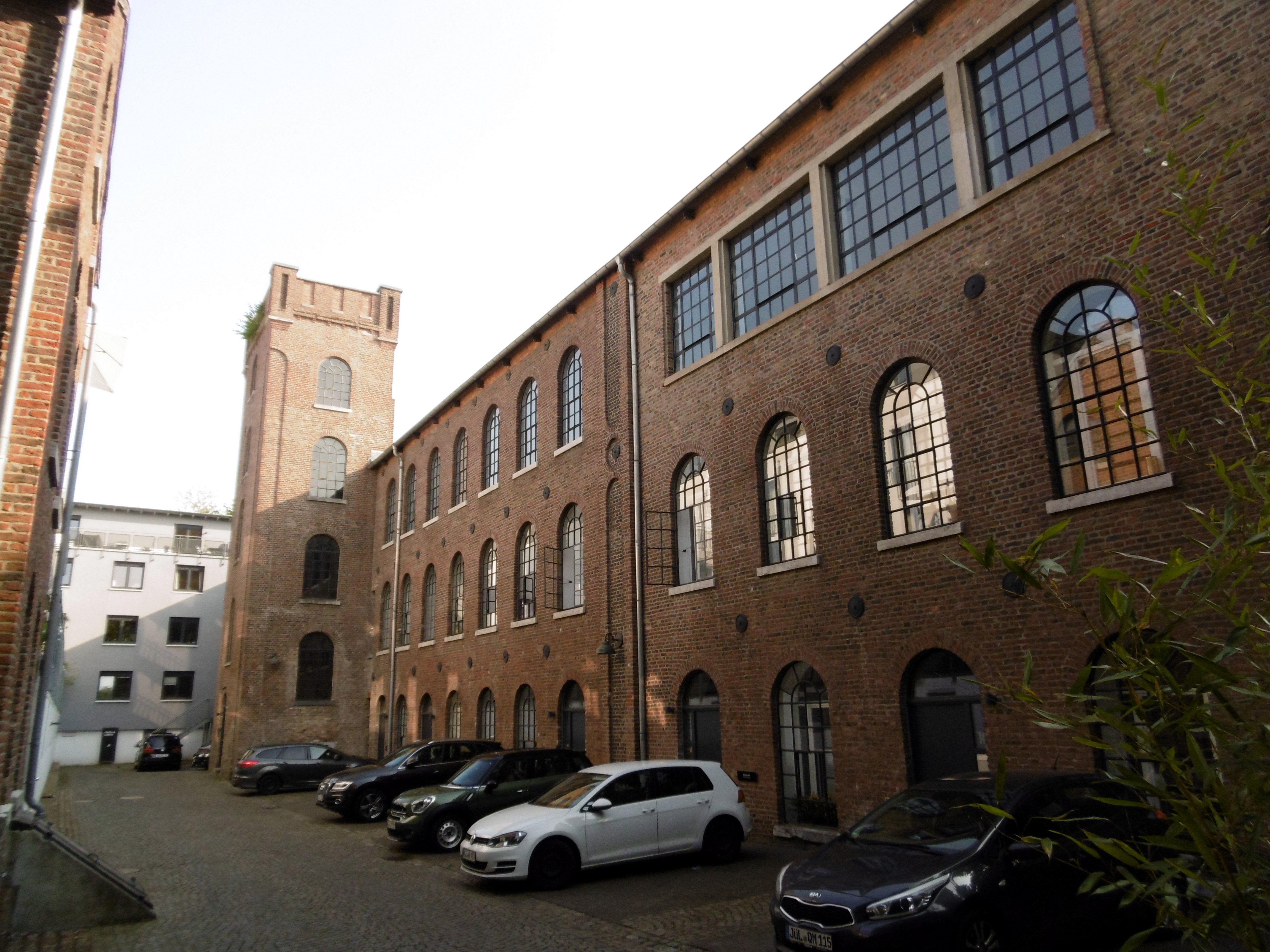
Ehem. Hauptgebäude der Tuchfabrik Pastor/Neuwerk, heute Bürokomplex

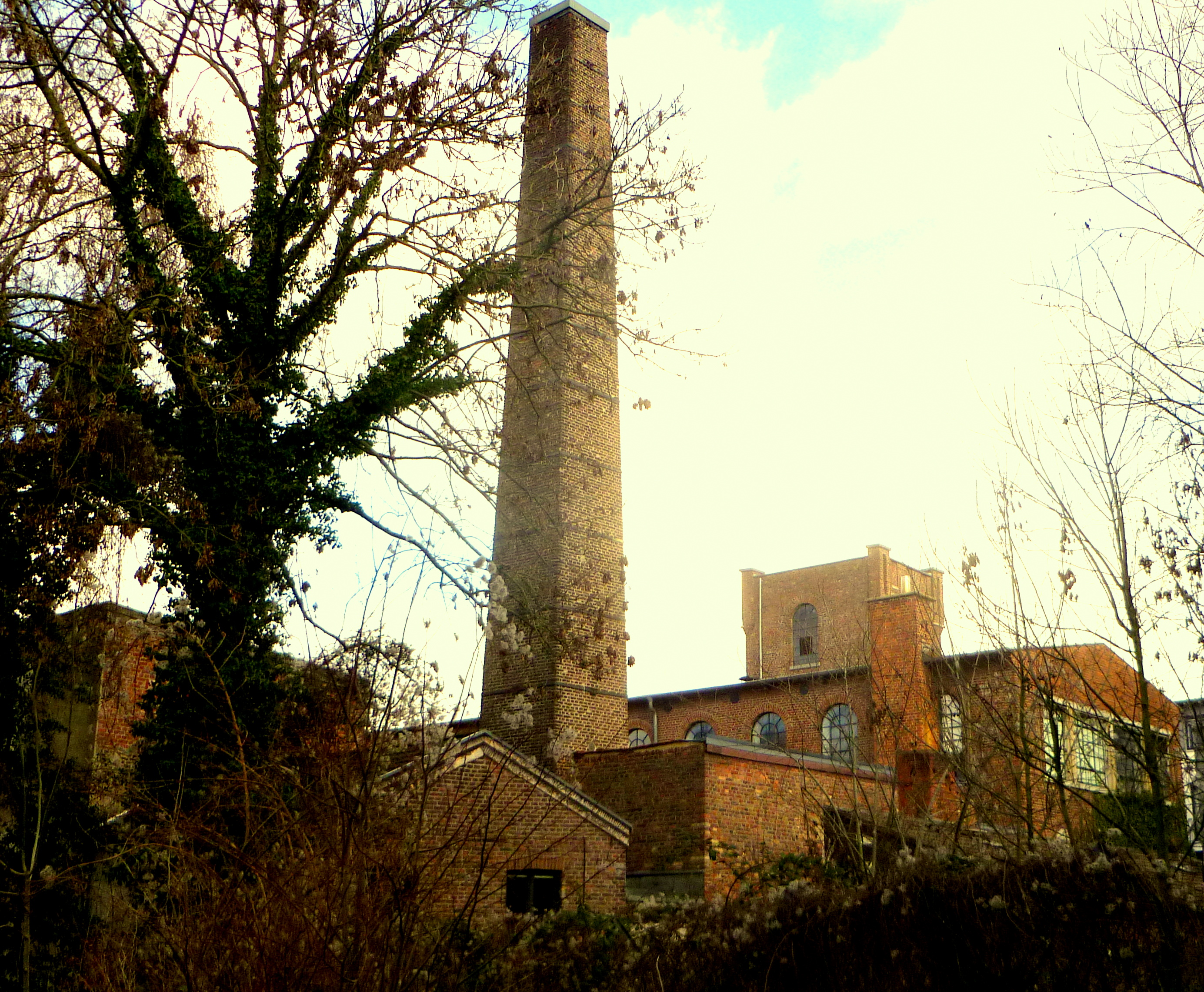
Rückansicht mit Schornstein und Treppenturm

Die Tuchfabrik Pastor/Neuwerk war eines der großen Unternehmen in dem zur Zeit ihrer Gründung noch nicht nach Aachen eingemeindeten Nachbarort Burtscheid. Sie wurde im Jahr 1856 von Gottfried Pastor im Frankenberger Viertel eingerichtet sowie 1909 von den Tuchfabrikanten Julius Katz und Julius Langstadt übernommen und später als „Tuchfabrik Neuwerk“ weitergeführt. 1938 wurde im Rahmen der Arisierungsmaßnahmen die Übertragung der Fabrik erzwungen, die anschließend trotz erheblicher Zerstörungen im Zweiten Weltkrieg bis zu ihrer endgültigen Schließung im Jahr 1960 in Betrieb blieb.
Ein Teil der ursprünglichen Fabrikgebäude konnte restauriert, saniert und zu einem Wohn- und Geschäftskomplex umfunktioniert werden und steht unter Denkmalschutz. Die Tuchfabrik Pastor/Neuwerk ist Teil der länderübergreifenden Initiative Wollroute.

## Geschichte

### Vorgeschichte
Bereits im 14. Jahrhundert wurde am Standort der späteren „Tuchfabrik Pastor/Neuwerk“ eine Mühle erwähnt, die ab 1581 als Papiermühle bezeichnet wird und zu der später noch eine zweite Papiermühle erbaut wurde. Diese beiden Mühlen erhielten die Bezeichnung Obere und Untere Papiermühle und wurden vom Beverbach versorgt.
Die Obere Papiermühle wurde im Jahr 1760 von Gotthard Pastor (1722–1783) übernommen und Jahre später an seine Enkel Friedrich (1785–1815) und Heinrich (* 1784) übertragen, die selbst ohne Nachkommen blieben. Sie diente zunächst als Walkmühle und unter Heinrich, nach dem Tod seines Bruders Friedrich, ab 1816 als Spinnmühle. Diese ging 1908 später an Arthur und Dietrich Wilhelm Bölling über und war bis zur Schließung 1949 als „Bölling & Pastor“ in Betrieb.
Die Untere Papiermühle befand sich ab 1737 im Besitz der Bäckerzunft, die diese als Mahlmühle nutzte. Erst der Tuchkaufmann Caspar Braaf (1776–1846), der die Mühle im Jahr 1800 erworben hatte, richtete dort ebenfalls eine Spinnerei ein, die jedoch 1828 in Konkurs ging. Der wenige Jahre zuvor nach Aachen gezogene Johann Arnold Bischoff pachtete daraufhin zusammen mit seinem Partner Engelbert Schwamborn die Anlage und richtete dort die Tuchfabrik „Schwamborn & Bischoff“ ein. Da sich die Geschäftspartner trennten und Bischoff seinen Tätigkeitsschwerpunkt in Aachen hatte, erwarb 1856 Gottfried Pastor die Untere Mühle.

### Tuchfabrik Pastor

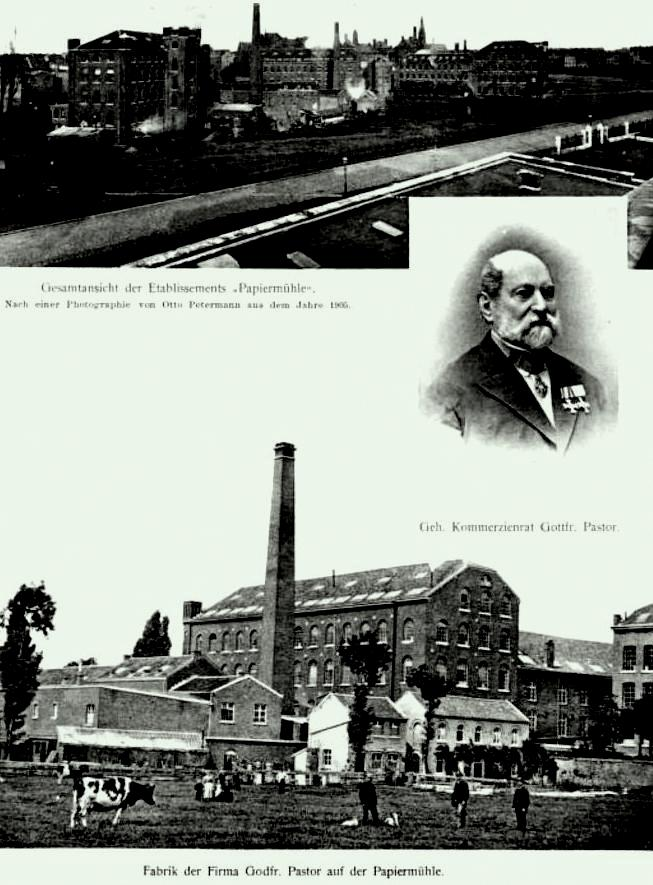
Tuchfabriken an der Papiermühle (Gesamtansicht oben) und Tuchfabrik Pastor um 1906 (unten)

Gottfried Pastor ließ nach deren Erwerb als erstes die alte Untere Mühle einreißen und errichtete ein neues zeitgemäßes dreigeschossiges und vierachsiges Fabrikgebäude und stattete dieses 1858 mit einer 14-PS-starken Dampfmaschine aus. 1863 wurde das Fabrikgebäude um ein Stockwerk erhöht und im rechten Winkel anliegend mit einem großzügigen Anbau sowie im Winkel dieser Gebäude mit einem Treppenturm erweitert. Im gleichen Zeitraum folgte die Anschaffung einer neuen 40 PS Dampfmaschine und eines Zweiflammrohrkessels, wobei der 1856 erbaute Schornstein weiter genutzt werden konnte. Zum Abschluss der Umbauten folgte im Osten der Anlage noch das Pförtnerhaus mit Wohnung für den Pförtner.
Pastors Fabrik gliederte sich in die Bereiche Streichgarnspinnerei, Wollwäsche, Färberei und Garnwäsche und spezialisierte sich auf die Herstellung von hochfeinen und melierten Garnen. Rund 300 Arbeiter, zumeist weibliche, produzierten hälftig für den deutschen Absatzmarkt, der Rest ging in den europäischen Export. Die Auftragslage war in diesem Zeitraum so gut, dass sich in unmittelbarer Nachbarschaft als separates Unternehmen die Tuchfabrik „Fa. Friedrich van Zütphen“ mit einem weiteren Fabrikkomplex niederlassen und bis 1953 produzieren konnte.
Gottfried Pastor holte sich für die Leitung seiner Fabrik in den 1870er-Jahren seine Söhne Emil (1843–1909), Julius (1845–1885) und Robert Pastor (* 1851) in die Geschäftsführung. Da es nach der Jahrtausendwende seitens der Familie Pastor jedoch keine geeigneten Nachkommen gab, verkauften die Erben der Familie das Unternehmen 1908 an die Tuchfabrik „Katz & Langstadt“.

### Tuchfabrik Neuwerk

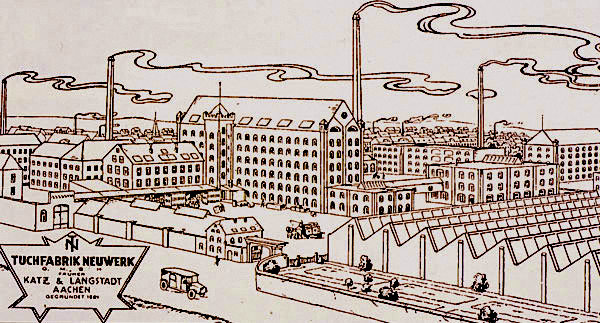
Skizze der Tuchfabrik Neuwerk um 1920

Die Fabrikanten jüdischen Glaubens Julius Katz und Julius Langstadt betrieben seit 1887 ihre Tuchfabrik an der Bismarckstraße, wo sie sich aus räumlichen Gründen nicht mehr ausdehnen konnten. Nach ihrem Umzug in die Pastorfabrik behielten sie vorerst den Firmennamen bei und bauten die Fabrik weiter aus. Sie errichteten unter anderem 1912 trotz Proteste der benachbarten Anwohner eine große Sheddachhalle für ihre mechanische Weberei und strukturierten ihr Unternehmen zu einer Volltuchfabrik um. Nach dem Ersten Weltkrieg wurde der Jude Ernst Jacobsberg neuer Geschäftsführer und firmierte das Unternehmen in „Tuchfabrik Neuwerk“ um. Im Rahmen der aufkommenden Arisierungswelle war Jacobsberg im Jahr 1938 allerdings gezwungen, das Unternehmen nebst Gebäudekomplex seinem Schwiegersohn W. Erasmus Schlapp, dem späteren Mitinitiator des Aachener Karlspreises, zu übergeben, woraufhin die Firma in „Tuchfabrik Neuwerk W. E. Schlapp & Co.“ umbenannt wurde.
Im Zweiten Weltkrieg wurde der Gebäudekomplex schwer beschädigt und anschließend von den Eigentümern wieder aufgebaut. Wenige Jahre später übernahm das Unternehmen „Weigelt & Co“ die Anlage, die jedoch vor allem durch die Konkurrenz aus den Niedriglohnländern im Jahr 1960 die Tuchproduktion endgültig einstellen musste. Danach erwarb der Schneidermeister Peter Josef Zimmermann einen Großteil des Komplexes, in dem nunmehr bis 2006 Herrenwäsche und Kindermoden sowie ab 1974 auch die Damenkollektion „JOSEPh JANARD“ hergestellt wurde.
In den Jahren 1983/1984 erhielten die Gebäude eine erste Komplett-Sanierung und wurden zugleich unter Denkmalschutz gestellt. Eine weitere größere Umbaumaßnahme zu einem reinen Wohn- und Bürokomplex fand letztendlich zwischen 2008 und 2012 nach der Schließung der Schneiderei Zimmermann statt.

## Gebäude

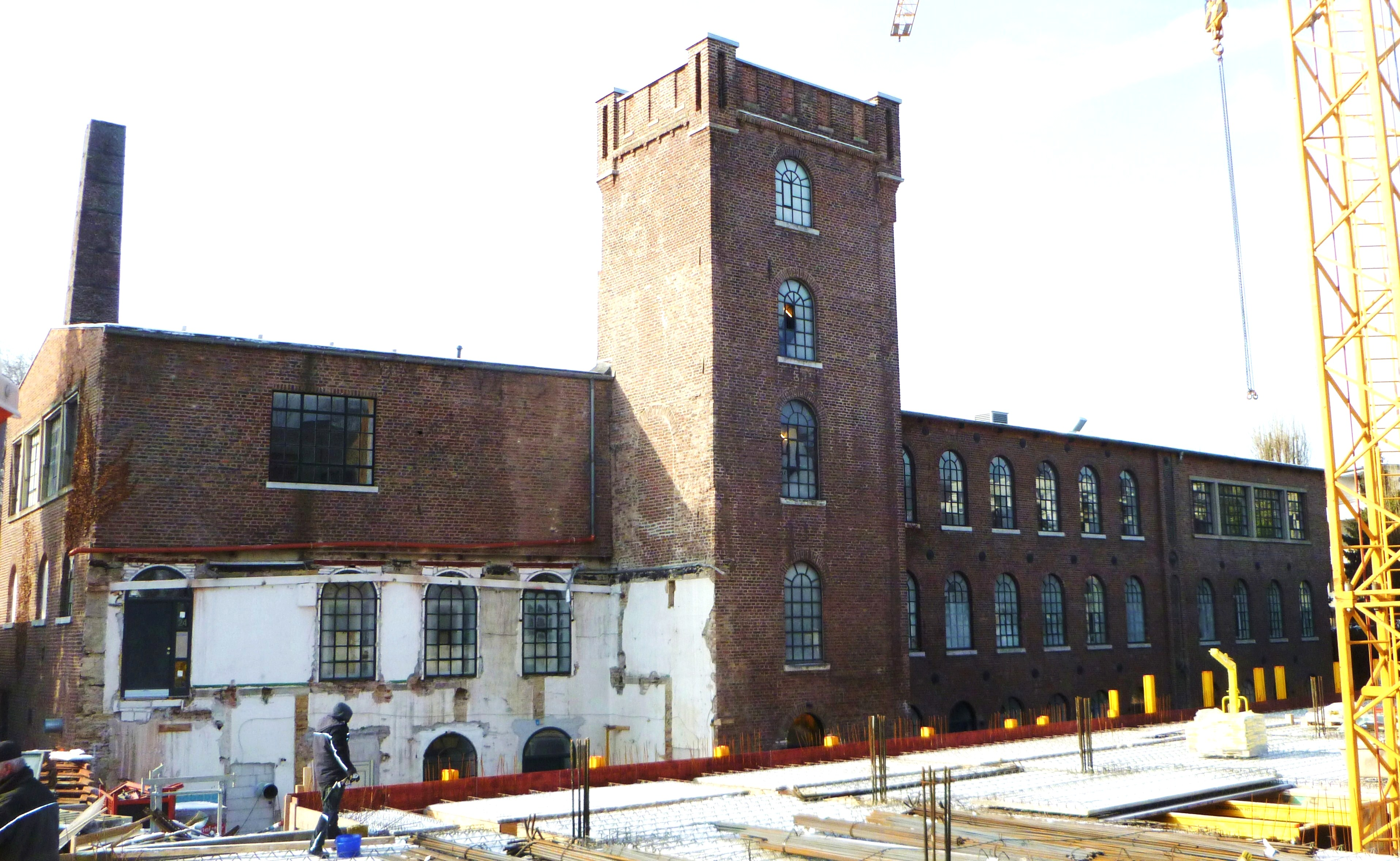
Hauptgebäude mit Treppenturm der ehem. Tuchfabrik während der Sanierung 2012

Die ehemaligen Fabrikgebäude der Tuchfabriken „Bölling & Pastor“ und „Fa. Friedrich van Zütphen“ existieren nicht mehr und von der Tuchfabrik Pastor/Neuwerk wurden unter anderem die Sheddachhallen und der erste Hauptbau von 1856 sowie die Färberei niedergerissen. Lediglich der rechtwinklig am ehemaligen Haupthaus angebaute Erweiterungsbau von 1863 nebst Treppenturm, das Kesselhaus mit dem Schornstein von 1856, die ehemalige Wäscherei und spätere Schlosserei von 1865 sowie die Pförtnerwohnung von 1867 und das Pförtnerhaus von 1920 sind erhalten geblieben und unter Denkmalschutz gestellt worden. Von den einst zwei Werkhöfen existiert nur noch der östliche mit dem heutigen Haupteingang. Er wird begrenzt von dem Hauptgebäude, der Pförtnerwohnung mit der Pförtnerloge und der Tordurchfahrt sowie einer Grenzmauer an der Nordseite, die zuvor eine Außenwand der abgerissenen Sheddachhalle war. Die Gestaltung der Außenanlagen und der Hofpflasterung geht auf die Sanierung von 1983/84 zurück.
Der nun alleinstehende Erweiterungsbau ist ein dreigeschossiger und dreizehnachsiger Backsteinbau, an dessen Ecken sich ursprünglich kleinere Ecktürmchen befanden. Zu diesem Gebäude gehörte ein zweigeschossiger Anbau mit vier zu vier Achsen, der nach dem Zweiten Weltkrieg um ein Geschoss aufgestockt und auf das Niveau des Hauptgebäudes angepasst sowie mit Rechteckfenstern versehen wurde. Der gesamte Komplex selbst ist mit Rundbogenfenstern versehen, deren Sohlbänke aus Blaustein hergestellt worden sind. Die kleinteiligen Sprossenfenster mit ihren gusseisernen Einrahmungen wurden im Rahmen der Sanierung 1983/1984 eingebaut. Die ehemals hölzernen Decken, deren Telleranker in der Fassade bis zur Sanierung noch sichtbar waren, wurden durch Betondecken ersetzt.

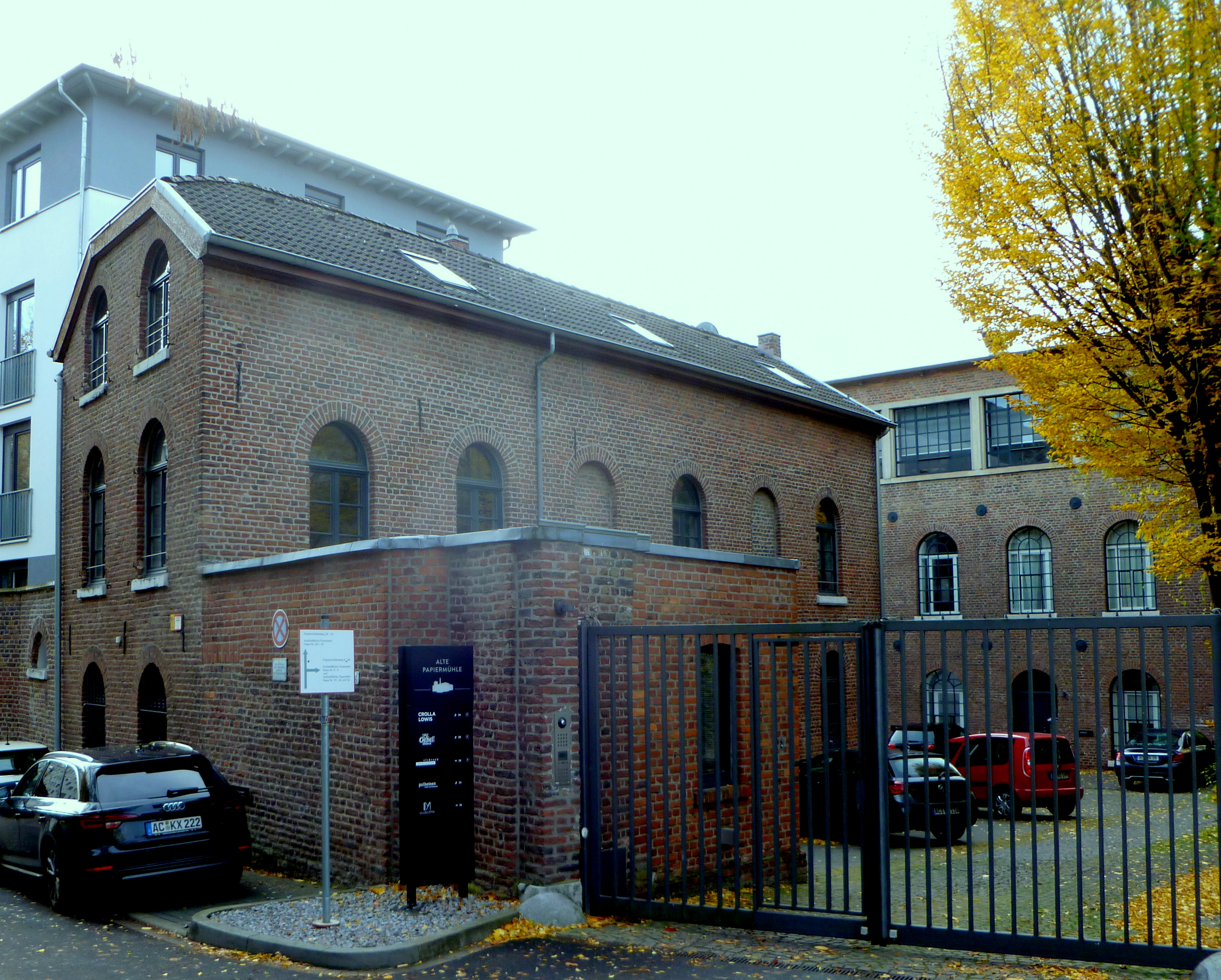
Ehem. Pförtnerwohnung und Pförtnerloge

Der ehemals im Winkel zwischen den Fabrikgebäuden stehende Treppenturm wirkt nach dem Wegfall des älteren Hauptgebäudes durch seine an der Ostseite vorgelagerte Position dominanter als zuvor. Er besteht aus vier Geschossen und einer zinnenartigen Attika mit kleinen Ecktürmchen. Die freien Seiten weisen Rundbogenfenster auf, wogegen die ehemals angebauten Seiten durchweg zugemauert sind.
Die 1867 erbaute Pförtnerwohnung ist ein zweigeschossiger Backsteinbau mit zwei zu sechs Achsen und ausgestattet mit Rundbogenfenster. Das Dachgeschoss ist ausgebaut und an den schmalen Seiten ebenfalls mit Rundbogenfenstern versehen sowie mit einem einseitigen Krüppelwalmdach bedeckt. Diesem Wohnblock wurde erst 1920 die eingeschossige Pförtnerloge angebaut, die zur Torseite mit einem einfachen Rundbogenfenster versehen ist.